# جورج دبليو. جيبس جونيور
جورج دبليو. جيبس جونيور (بالإنجليزية: George W. Gibbs, Jr.)‏ هو مستكشف أمريكي، ولد في 7 نوفمبر 1916 في جاكسونفيل في الولايات المتحدة، وتوفي في 7 نوفمبر 2000 في روشستر في الولايات المتحدة.